# Parti populiste (États-Unis, 1984-1996)
 (mars 2018).
Si vous disposez d'ouvrages ou d'articles de référence ou si vous connaissez des sites web de qualité traitant du thème abordé ici, merci de compléter l'article en donnant les références utiles à sa vérifiabilité et en les liant à la section « Notes et références ».
Le Parti populiste est fondé en 1984. Classé à l'extrême droite, il investit à l'élection présidentielle de 1984 l'ancien champion de de saut à perche Bob Richards puis en 1988 l'ancien responsable du Ku Klux Klan David Duke et en 1992 l'ancien officier des United States Army Special Forces (bérets verts) Bo Gritz. Willis Carto et le président du parti, Don Wassall, auraient été en rivalité pour diriger le parti. En 1994, la faction anti-Carto aurait pris le dessus et réorganisé le parti sous le nom de American Nationalist Union. Ce qui restait du Parti populiste se saborda en 1996.